# Vasilij Vasil'evič Kandinskij
(Vasilij Kandinskij, Punto, linea, superficie)
Vasilij Vasil'evič Kandinskij (in russo Василий Васильевич Кандинский?; Mosca, 16 dicembre 1866, 4 dicembre del calendario giuliano – Neuilly-sur-Seine, 13 dicembre 1944) è stato un pittore russo naturalizzato francese, anche germanizzato come Wassily Kandinsky, precursore e fondatore della pittura astratta.

## Biografia

### Primi anni: lo stile e le idee

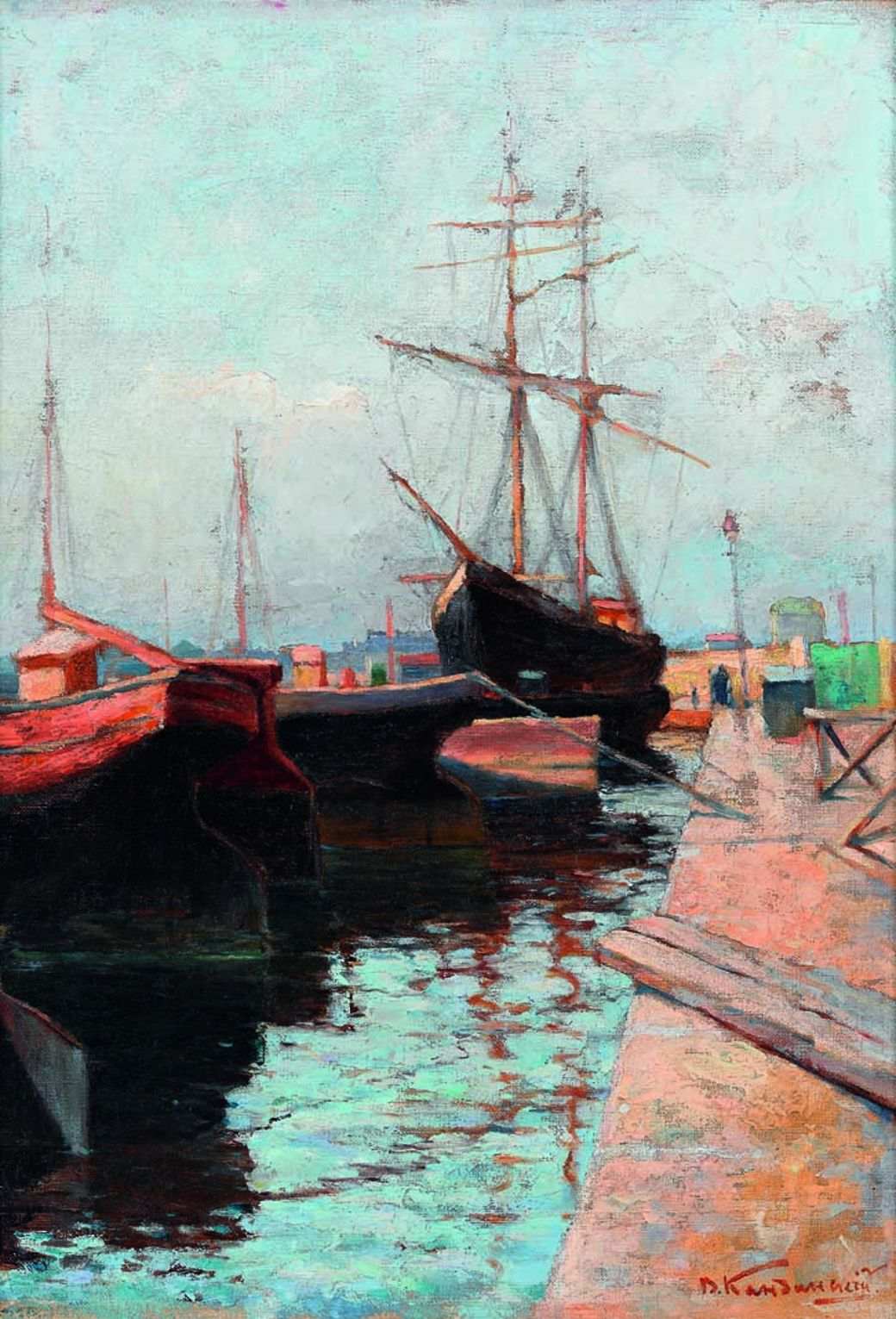
Vasilij Kandinskij, 1898 - Porto di Odessa

Nato il 16 dicembre 1866 a Mosca, è figlio di Lidija Tičeeva (1840-1910) e Vasilij Sil'vestrovič Kandinskij (1832-1926), ricco commerciante di tè.
Nel 1870 la famiglia si trasferisce a Monaco di Baviera.
L'anno successivo i suoi genitori divorziano e il piccolo Vasilij si trasferisce ad Odessa, a casa della zia Elizaveta Tičeeva dove riceve le prime nozioni di disegno, dopo che da bambino, durante un viaggio a Venezia con i genitori, si era innamorato delle luci notturne della città. Con lei impara anche a suonare il violoncello, con il quale suona nell'orchestra della scuola, e prosegue con un maestro di disegno le lezioni di pittura. Dal 1886 al 1889 studia legge a Mosca. Nel 1892 si laurea, e nello stesso anno decide di sposare la cugina Anna Čimjakina, che aveva conosciuto all'Università di Mosca e con la quale aveva stabilito un rapporto di grande intesa e affinità intellettuale. Nel 1896 rifiuta un posto di docente all'Università di Dorpat in Estonia, per studiare arte presso l'Akademie der Bildenden Künste di Monaco di Baviera dove è allievo di Franz von Stuck. Si stabilisce nel quartiere di Schwabing, in seno a una grande comunità di artisti, rivoluzionari russi, musicisti, scrittori e persone creative in generale.
La città in quel periodo sta abbandonando la moda simbolista per diventare una delle capitali dello Jugendstil. Nel 1901 Kandinskij vi fonda il gruppo Phalanx, e tra il gruppo dei suoi studenti conosce la sua futura compagna di vita Gabriele Münter. Con l'obiettivo principale di introdurre le avanguardie francesi nell'ambiente artistico tradizionalista di Monaco, apre una scuola in cui tiene lezione. I suoi dipinti dei primi anni del secolo sono paesaggi eseguiti a spatola, all'inizio ombrosi, e poi di un'intensità quasi fulva; dipinge anche temi fantastici derivanti dalla tradizione russa o dalle leggende del medioevo tedesco; questo periodo è caratterizzato dalla sperimentazione tecnica, in particolare dell'uso della tempera su carta scura, per dare l'illusione di una superficie illuminata da dietro in trasparenza.
La consistenza tonale del chiaroscuro evidenzia lo schema, cancellando la distinzione tra figure e sfondo e dando come risultato una composizione quasi astratta. Nel 1902 espone per la prima volta con La Secessione di Berlino e realizza le sue prime xilografie. Nel 1903 si trasferisce in Italia a Torino, poi in Sudafrica (dove esporrà in seguito alcune sue opere) e in Russia. Nel 1904 espone nel Salone d'Autunno di Parigi. Assieme a Gabriele Münter compra nel 1908 una casetta a Murnau in Alta Baviera: nominata "Russenhaus" ("la casa dei russi"), diventerà luogo di incontro di innumerevoli artisti e musicisti di tutto il mondo. A Murnau Kandinskij crea i primi lavori in cui, utilizzando colori accesi e antinaturalistici, dipinge immagini prive di volume e sperimenta sulle forme e sui colori, dando così il via all'astrazione dal reale e del normale.

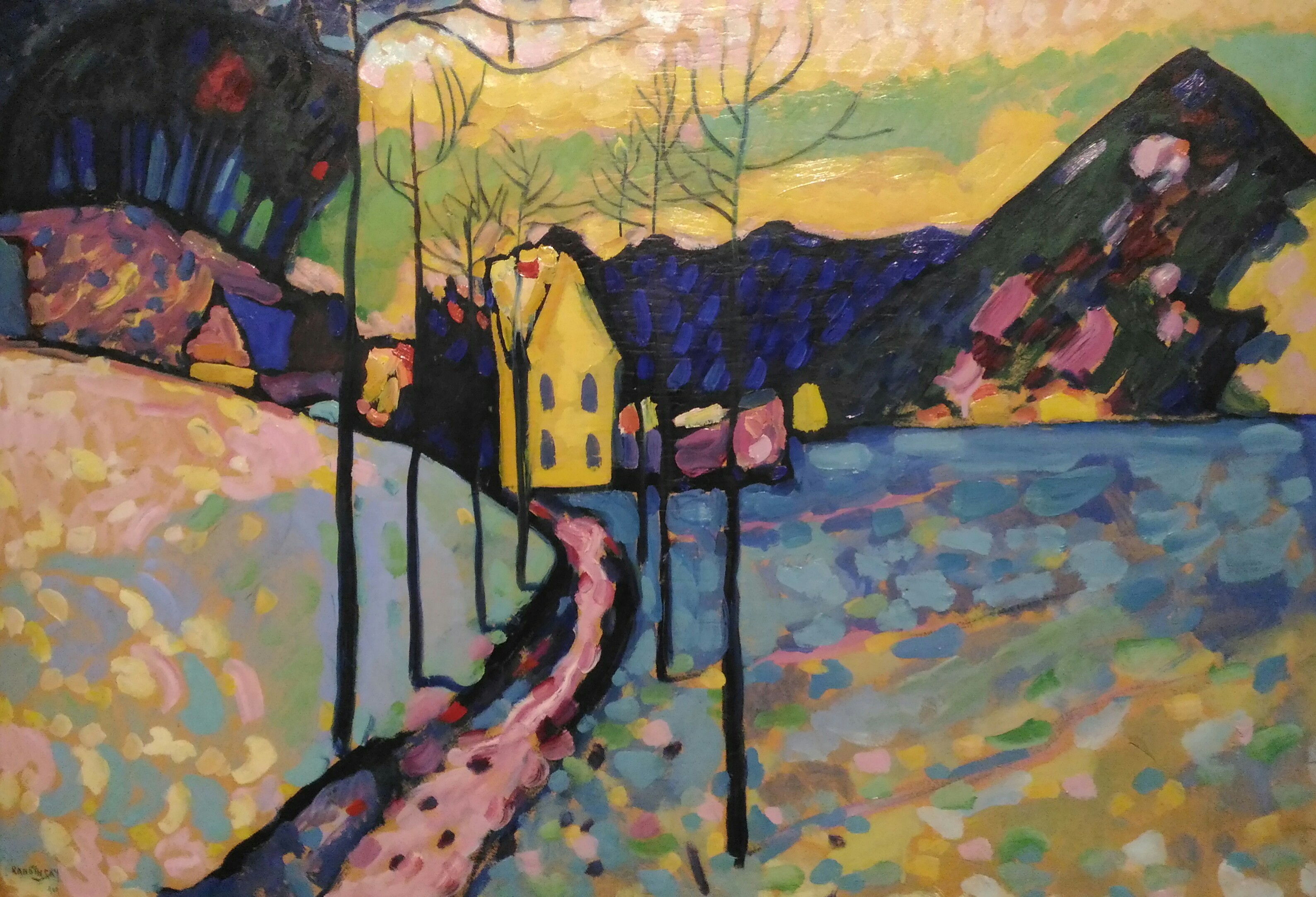
Prime sperimentazioni del 1908, ispirato dai fauve

La prima esposizione del gruppo, denominato NKVM (Neue Künstlervereinigung München, Associazione dei Nuovi Artisti di Monaco), ha luogo nel 1909 nella Galleria Heinrich Thannhauser di Monaco. Fino alla fine del decennio, le pitture di Kandinskij denotano una gran tendenza all'appiattimento per l'intensità equivalente delle aree di colore e la superficie rilucente che distrugge ogni illusione di profondità. La serie di quadri di fantini in competizione comincia nel 1909 e in essa la linea dell'orizzonte si va gradualmente sradicando, come del resto ogni altro riferimento spaziale. Nel 1910 produce il suo primo acquerello astratto, dove nelle macchie più scure predominano due colori, il rosso e l'azzurro, che evidentemente considera relazionati perché si trovano sempre insieme.
«Il rosso è un colore caldo e tende a espandersi; l'azzurro è freddo e tende a contrarsi. Kandinskij non applica la legge dei contrasti simultanei, ma la verifica; si serve di due colori come di due forze controllabili che possono essere sommate o sottratte e, secondo i casi, cioè secondo gli impulsi che riceve, si avvale di entrambi affinché si limitino o si esaltino a vicenda. Ci sono anche segni lineari, filiformi; sono, in un certo modo, indicazioni di movimenti possibili, sono tratti che suggeriscono la direzione ed il ritmo delle macchie che vagano sulla carta. Danno movimento a tutto l'acquerello» (Argan). Nella IV Composizione del 1911, le figure sono talmente semplificate, il colore è talmente arbitrario e lo spazio talmente confuso che è impossibile distinguere l'argomento senza riferirsi ai quadri precedenti della serie.
Lo spettatore è particolarmente disorientato dal modo in cui usa la linea: tanto come elemento indipendente, quanto come limite per il colore. L'artista affronta la pittura astratta attraverso tre gruppi di opere, che anche nelle loro denominazioni indicano il legame dell'arte di Kandinskij con la musica: "impressioni", "improvvisazioni" e "composizioni". Impressioni sono i quadri nei quali resta ancora visibile l'impressione diretta della natura esteriore; improvvisazioni, quelli nati improvvisamente dall'intimo e inconsciamente; composizioni quelli alla cui costruzione partecipa il cosciente, definiti attraverso una serie di studi. Kandinskij dopo questo passaggio, non ritornerà mai più alla pittura figurativa.

### Il grande successo

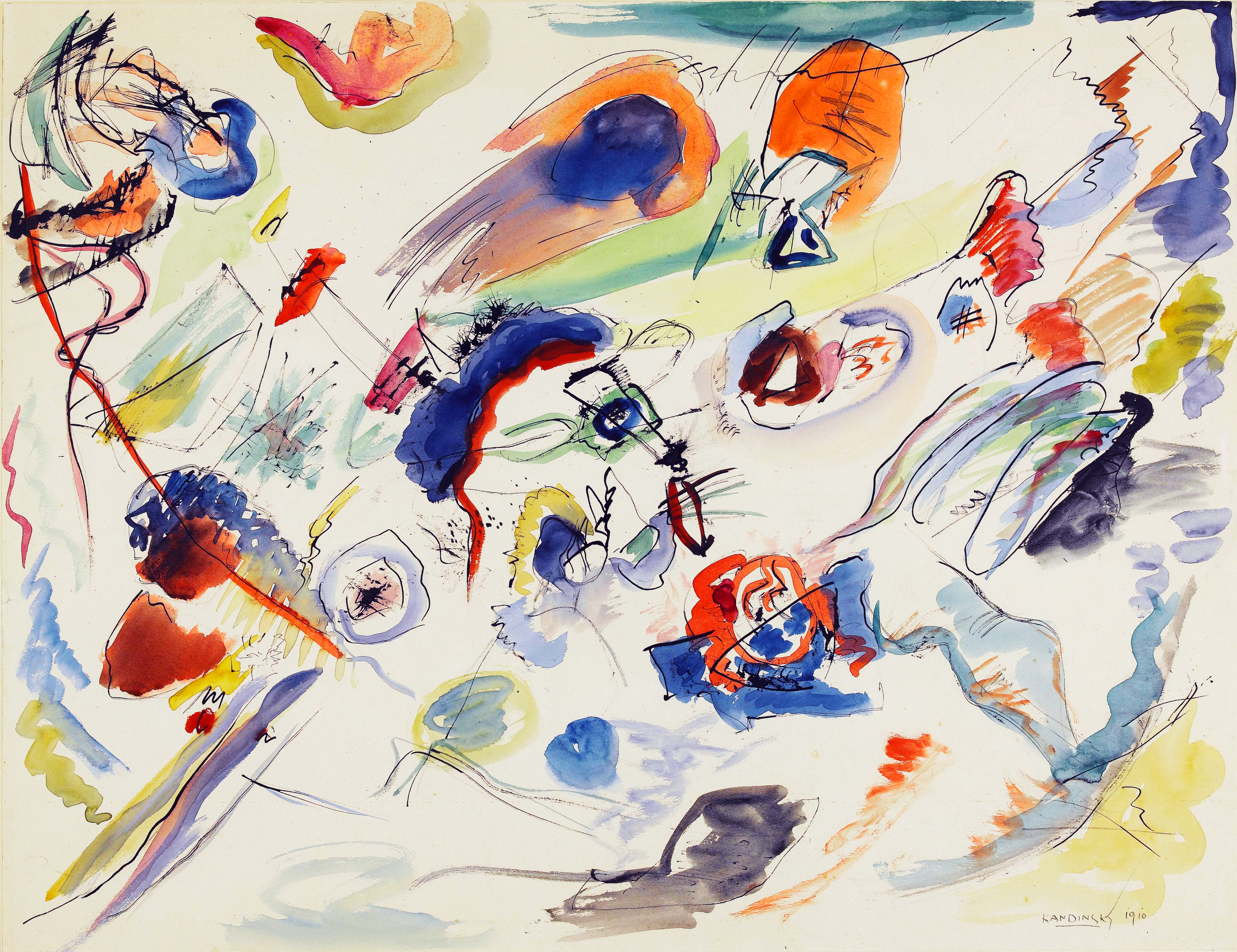
Senza titolo Primo acquerello astratto del 1910

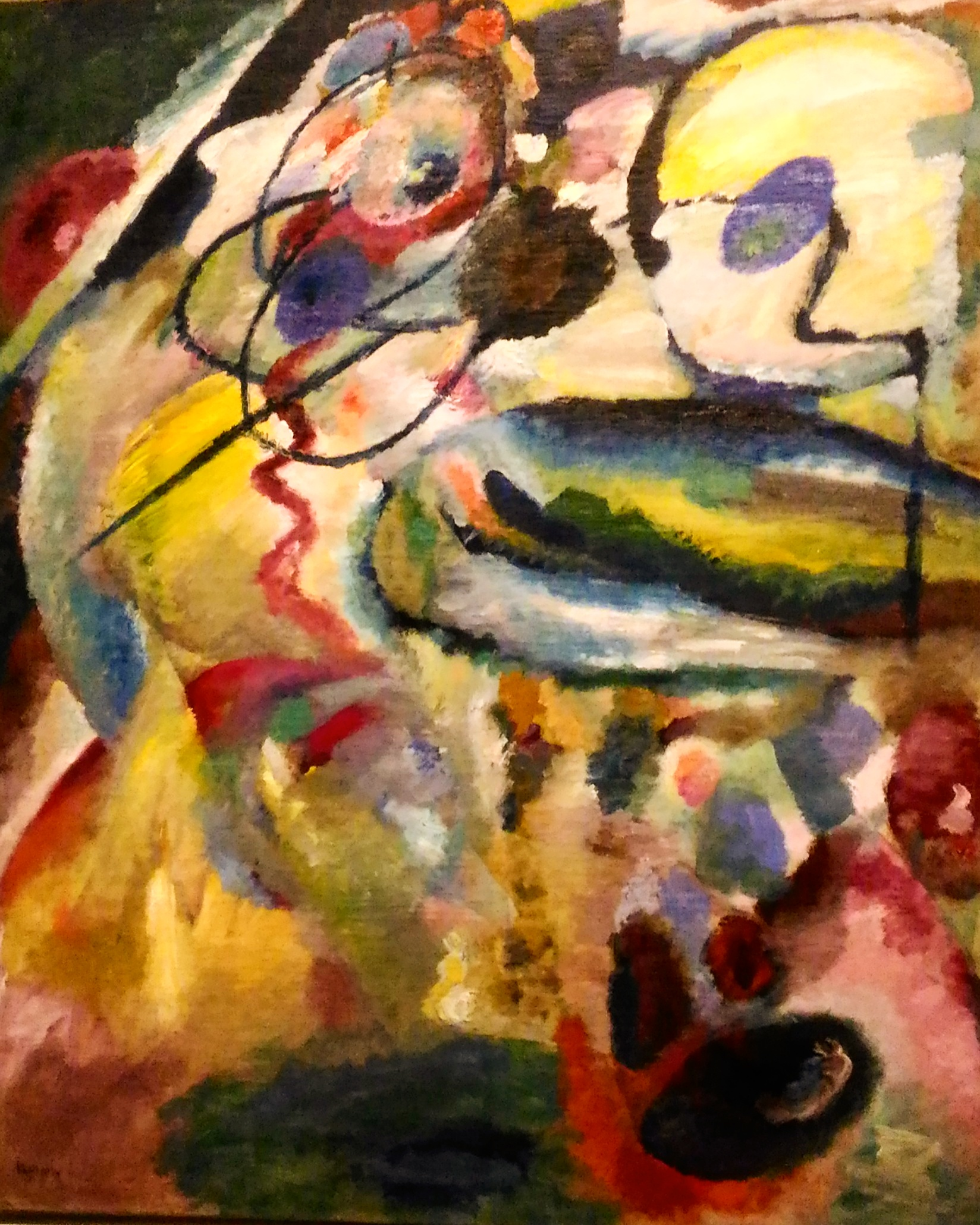
Primo quadro astratto ad olio con titolo: Quadro con cerchio del 1911

Nel 1911 Kandinskij e Franz Marc si ritirano dal NKVM e pongono le basi del Blaue Reiter, pubblicando un almanacco nel 1912. Il nome origina dal titolo di un quadro di Kandinskij. La prima esposizione ha luogo a dicembre, nella galleria Thannhauser di Monaco di Baviera. Nello stesso anno pubblica Lo Spirituale nell'Arte, famoso e decisivo libro di Kandinskij, non un manifesto artistico, ma un testo che ricorda uno scritto filosofico, annunciando l'avvento di un'era che soppianterà il materialismo dell'età moderna. Nel libro teorizza quello che va sperimentando nella sua pittura, cioè il rapporto tra forma e colore, alla base dell'astrazione. Nel 1912 viene pubblicato l'almanacco con le opere di Kandinskij e Marc, ed ha luogo la seconda esposizione del Blaue Reiter nella galleria Hans Goltz in Russia
Nello stesso anno si tiene la prima mostra personale di Kandinskij nella galleria Der Sturm di Berlino. I temi preferiti di Kandinskij in questo periodo sono violenti e apocalittici, e traggono origine dalle immagini religiose popolari di Germania e Russia. Prima del 1912 il suo lavoro è già passato per diverse evoluzioni produttive. Nel 1913 quando dipinge Linee Nere già non si può più parlare di astrazione a partire da un soggetto; il colore e la linea hanno assunto tanta autonoma espressività da non seguire più un modello prestabilito. Opere come questa sono le prime realmente astratte.
Il percorso di Kandinskij verso l'astrazione trova giustificazione teorica in Astrazione e Empatia di Wilhelm Worringer, pubblicato nel 1908. Worringer argomenta che l'usuale gerarchia di valori, basata su leggi rinascimentali, non è valida per considerare l'arte di altre culture; molti artisti creano dalla realtà ma con un impulso astratto, cosicché le ultime tendenze dell'arte si trovano in società meno materialiste. Kandinskij era anche interessato alla Teosofia, intesa come la verità fondamentale che fa da sottofondo alla dottrina ed ai rituali in tutte le religioni del mondo; il credere in una realtà essenziale nascosta dietro le apparenze fornisce una naturale razionalità all'arte astratta.

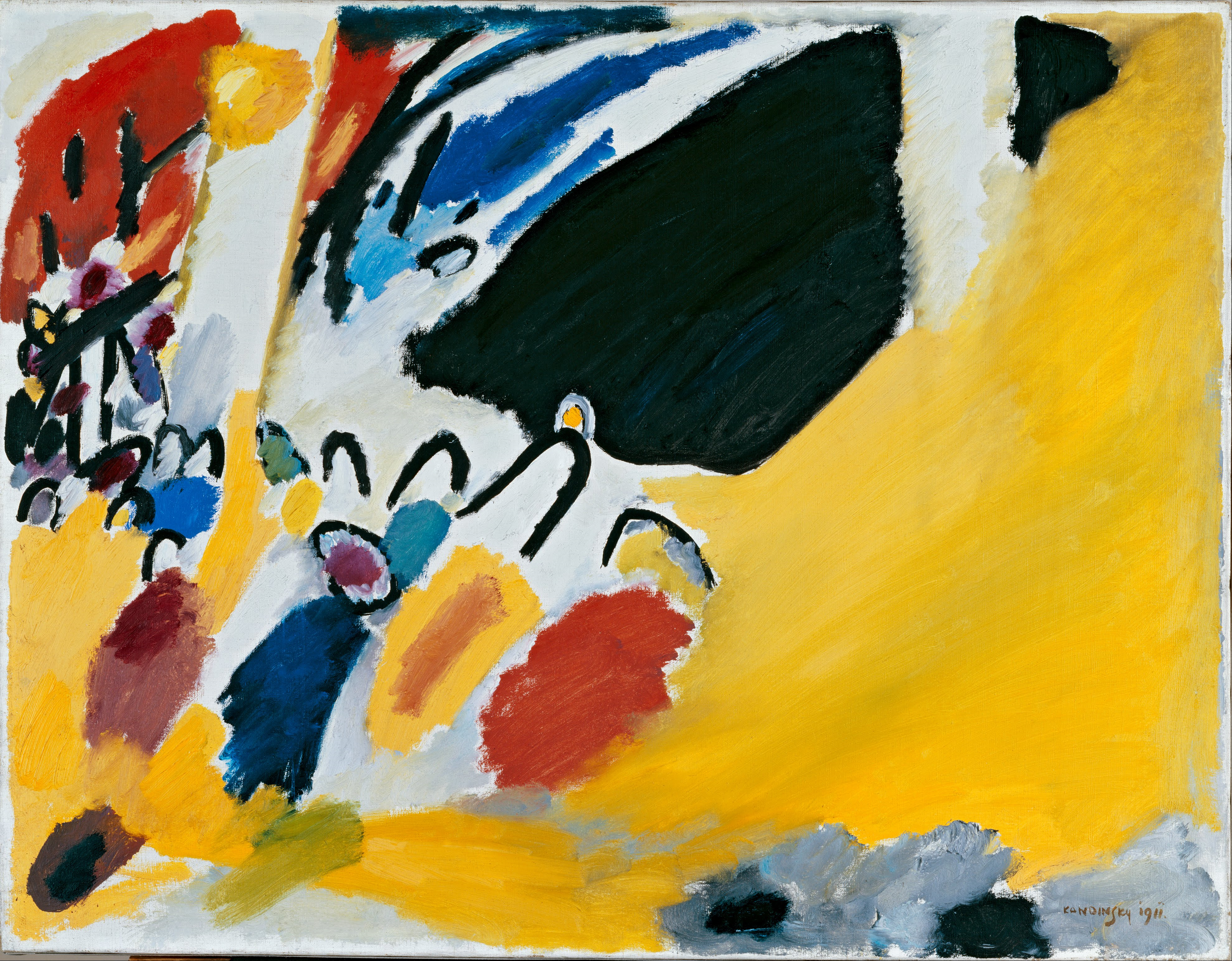
Impressione III (concerto), 1911, olio su tela, 77,5 cm × 100 cm, Städtische Galerie im Lenbachhaus, Monaco.

Decisiva fu la partecipazione del pittore, il 2 gennaio 1911, ad un concerto del compositore austriaco Arnold Schönberg: rimase profondamente colpito dalla musica che ebbe modo di ascoltare, dando forma alle sue impressioni nel dipinto  Impressione III: Concerto.  Successivamente Kandinskij scrisse a Schönberg, sottolineando la ricerca che li accomunava, dando vita ad un interessante scambio epistolare.
In Lo Spirituale nell'Arte, parla di una nuova epoca di grande spiritualità e del contributo che le dà la pittura. La nuova arte deve basarsi sul linguaggio del colore e Kandinskij dà indicazioni sulle proprietà emozionali di ciascun tono e di ciascun colore; a differenza delle precedenti teorie sul colore, egli non si interessa dello spettro, ma solo della risposta dell'anima. Nel 1913 partecipa con una sua opera all'Armory Show di New York e, allo scoppio della prima guerra mondiale, torna in Russia lasciando la sua compagna Gabriele Münter che rimarrà a Murnau nella loro casa comune fino alla morte, conservando una vastissima raccolta di quadri di Kandinskij, donati successivamente alla città di Monaco di Baviera e conservati nella Lenbachhaus.

### Dopo la rivoluzione russa

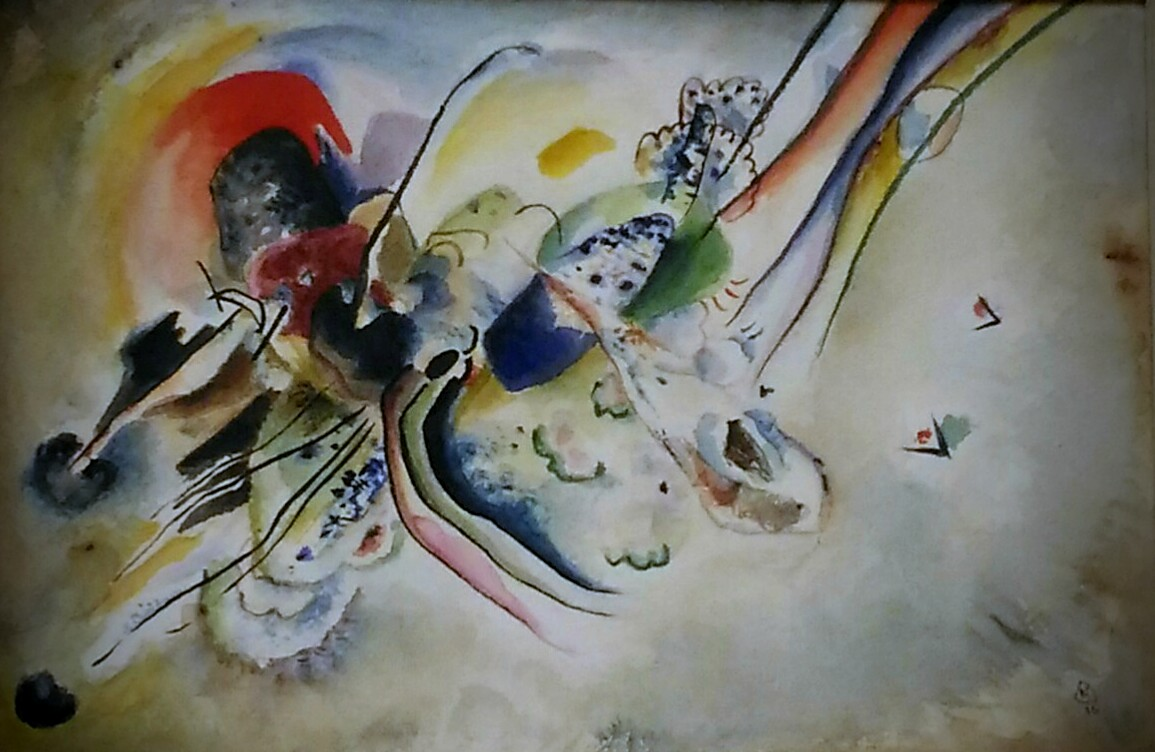
Composizione (1916) di Kandinskij esposto al Museo del Novecento di Milano

Kandinskij rimarrà a Mosca fino al 1921. A partire dalla Rivoluzione di ottobre, Kandinskij svolge un lavoro amministrativo per il Commissariato del Popolo per l'Educazione; tra i progetti di questo organismo c'è la fondazione di vari musei e la riforma del sistema scolastico nell'ambito delle Scuole d'Arte. Nel 1914 viene allestita una mostra personale alla Galleria Thannhauser a Monaco e nel "Kreis für Kunst" a Colonia. Kandinskij esegue quattro grandi murali per la villa di Edwin A. Campbell a New York. Il 1º agosto scoppia la prima guerra mondiale.
Il 3 agosto si rifugia in Svizzera con Gabriele Münter. Compie lunghi soggiorni a Goldach am Bodensee, dove lavora a Punto, linea, superficie e alla composizione per palcoscenico Sipario viola. Nel novembre intraprende da solo un viaggio verso la Russia, via Zurigo, per un soggiorno a Mosca. Tra il dicembre 1915 e il marzo 1916 sosta a Stoccolma, dove incontra per l'ultima volta Gabriele Münter in occasione di una mostra alla galleria Gummenson. Nel febbraio 1917 sposa Nina Andreevskaja, figlia di un generale, con cui intraprende un viaggio di nozze in Finlandia. Nello stesso anno nasce il figlio Volodia, che muore nel 1920.

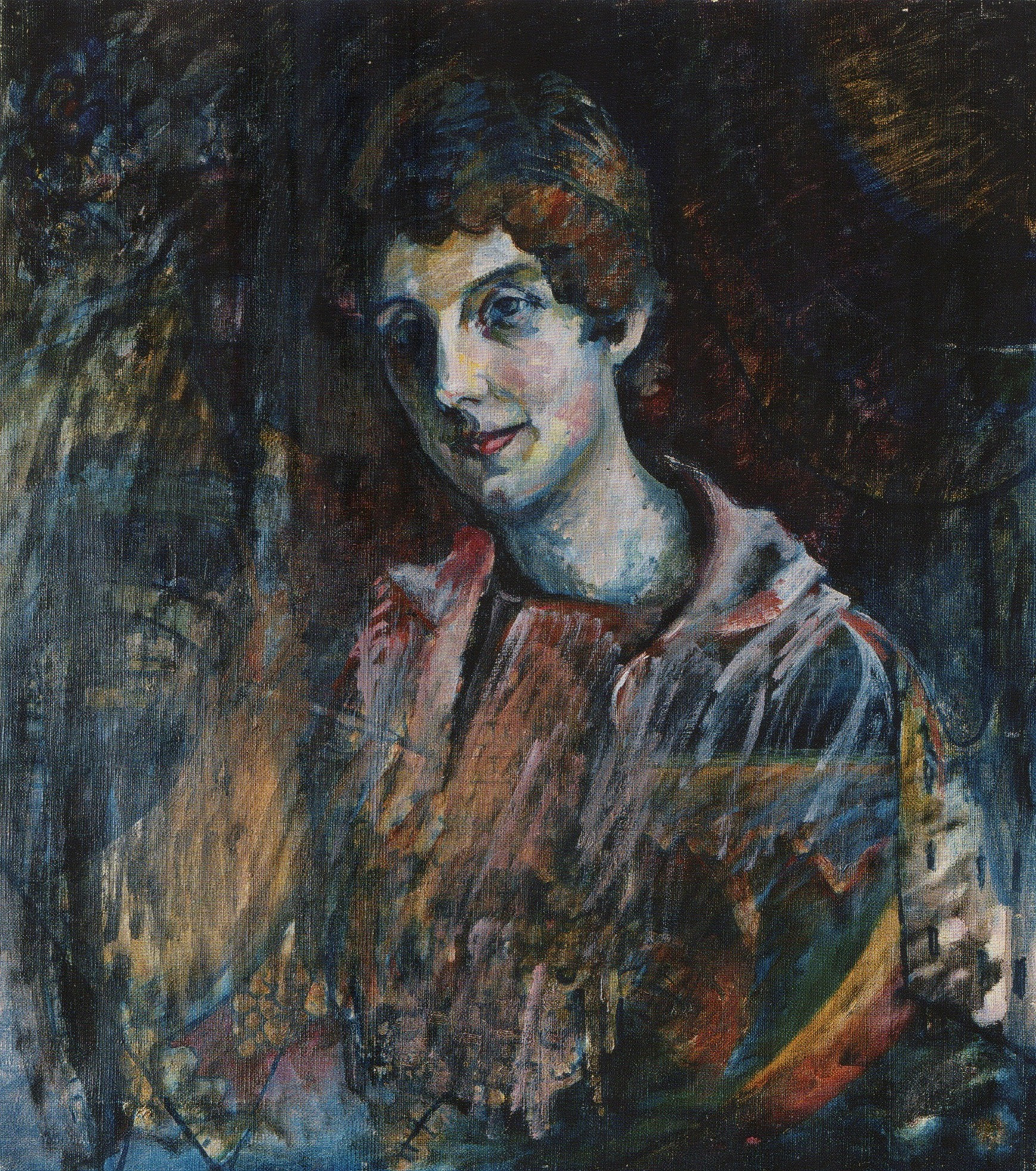
Vasilij Kandinskij, Ritratto di Nina Kandinskij, 1917

Nel 1921 si ritira dall'Istituto per la cultura artistica di Mosca. Viene incaricato di creare la sezione psicofisica della neofondata Accademia delle scienze artistiche, di cui diventa vicedirettore e di cui dirige il laboratorio delle riproduzioni. In dicembre però, lascia la Russia assieme alla moglie e si trasferisce a Berlino. Tra il 1922 e il 1933 lavora come insegnante di decorazione murale al Bauhaus, prima a Weimar, e poi, dopo il trasferimento della scuola, a Dessau. Gli anni del Bauhaus sono caratterizzati dall'amicizia con Paul Klee e dalla pubblicazione di un altro saggio fondamentale: Punto e linea sul piano. Con l'instaurazione della dittatura, accusato di bolscevismo, è costretto ad abbandonare il paese e a trasferirsi a Neuilly-sur-Seine, un sobborgo di Parigi.
Nel 1937 a Monaco viene realizzata la mostra d'arte degenerata, con cui Adolf Hitler si propone di condannare le nuove avanguardie artistiche. Nella mostra compaiono circa 50 opere di Kandinskij, poi vendute a basso costo all'asta ad acquirenti stranieri. Nel 1938 partecipa alla mostra Abstracte Kunst nello Stedelijk Museum di Amsterdam. Nello stesso anno pubblica quattro poesie e silografie nella rivista Transition. Il suo saggio L'Art Concert esce sul primo numero del XXe Siècle. Nel 1942 dipinge la sua ultima grande tela, Tensions délicates. In seguito, realizza soltanto opere di piccolo formato su cartone catramato. Personale alla Galerie Jeanne Bucher di Parigi. Muore nel 1944 nell'abitazione di Neuilly-sur-Seine dove ha vissuto negli ultimi dieci anni della sua vita.
La sua tomba si trova nel cimitero di Neuilly-sur-Seine.

## Lo spirituale nell'arte

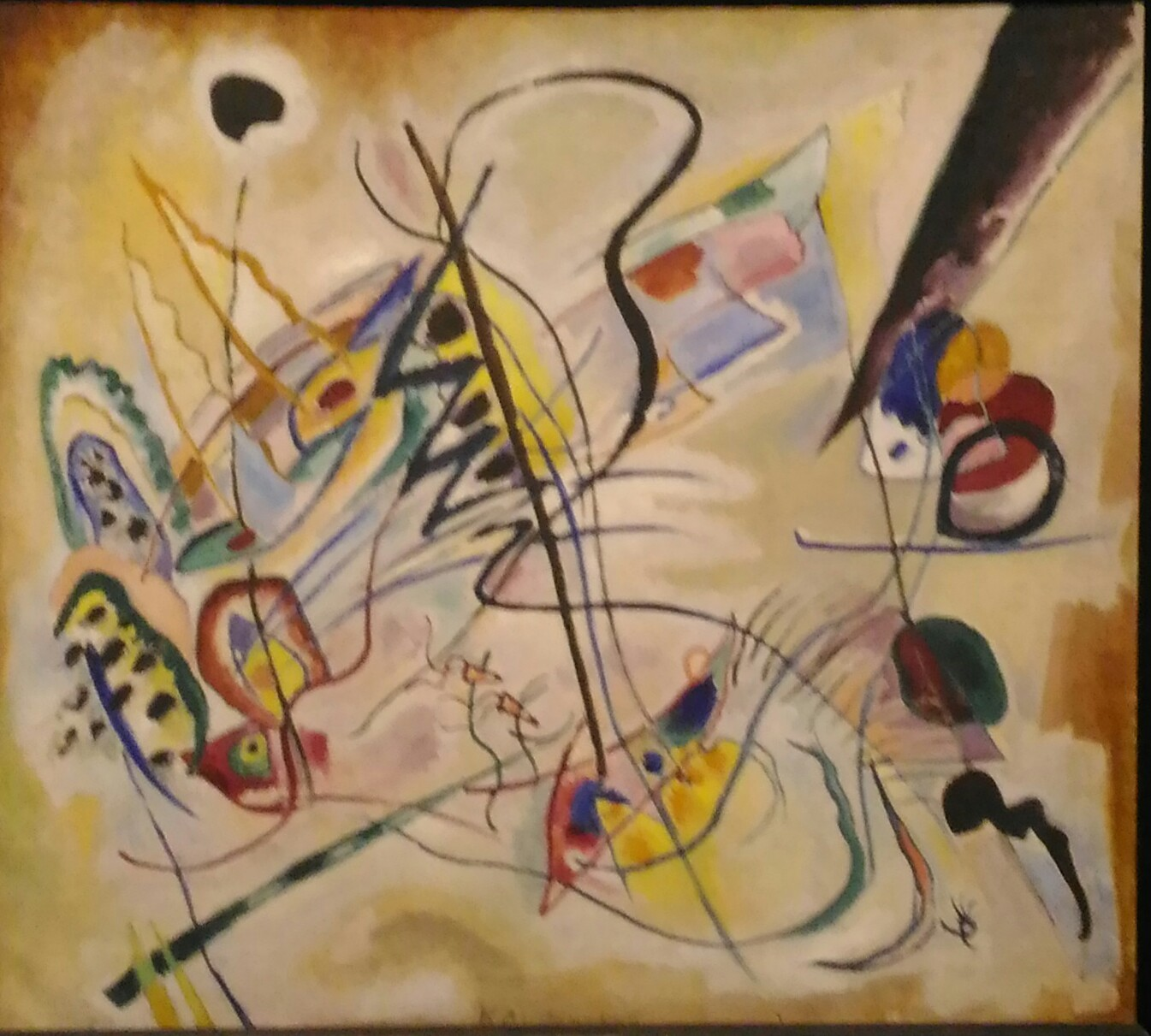
Ouverture musicale del 1919, olio su tela

Kandinskij, nelle sue opere, espone le sue teorie sull'uso del colore, intravedendo un nesso strettissimo tra opera d'arte e dimensione spirituale. Il colore può avere due possibili effetti sullo spettatore: un "effetto fisico", superficiale e basato su sensazioni momentanee, determinato dalla registrazione da parte della retina di un colore piuttosto che di un altro; un "effetto psichico" dovuto alla vibrazione spirituale (prodotta dalla forza psichica dell'uomo) attraverso cui il colore raggiunge l'anima. Esso può essere diretto o verificarsi per associazione con gli altri sensi. L'effetto psichico del colore è determinato dalle sue qualità sensibili: il colore ha un odore, un sapore, un suono.
Perciò il rosso, ad esempio, risveglia in noi l'emozione del dolore, non per un'associazione di idee, ma per le sue proprie caratteristiche, per il suo "suono interiore". Kandinskij utilizza una metafora musicale per spiegare quest'effetto: il colore è il tasto, l'occhio è il martelletto, l'anima è un pianoforte con molte corde. Il colore può essere caldo o freddo, chiaro o scuro. Questi quattro "suoni" principali possono essere combinati tra loro: caldo-chiaro, caldo-scuro, freddo-chiaro, freddo-scuro. Il punto di riferimento per i colori caldi è il giallo, quello dei colori freddi è l'azzurro.
Alle polarità caldo-freddo Kandinskij attribuisce un doppio movimento: uno "orizzontale" ed uno "radiante". Il giallo è dotato di un movimento radiante che lo fa avanzare verso lo spettatore rispetto al piano in cui è fisicamente, inoltre è dotato di un movimento eccentrico-centrifugo perché si allarga verso l'esterno, abbaglia, respinge. L'azzurro è dotato di un movimento orizzontale che lo fa indietreggiare dallo spettatore ed è dotato di un movimento concentrico-centripeto perché si avvolge su sé stesso, esso creando un effetto di immersione attira lo spettatore. Kandinskij, sempre in base alla teoria secondo la quale il movimento del colore è una vibrazione che tocca le corde dell'interiorità, descrive i colori in base alle sensazioni e alle emozioni che suscitano nello spettatore, paragonandoli a strumenti musicali.
Egli si occupa dei colori primari (giallo, blu, rosso) e poi di colori secondari (arancione, verde, viola), ciascuno dei quali è frutto della mescolanza tra due primari. Analizzerà anche le proprietà di marrone, grigio, bianco e nero. 
- Il giallo è dotato di una follia vitale, prorompente, di un'irrazionalità cieca; viene paragonato al suono di una tromba, di una fanfara. Il giallo indica anche eccitazione quindi può essere accostato spesso al rosso ma si differenzia da quest'ultimo.
- L'azzurro è il blu che tende ai toni più chiari, è indifferente, distante, come un cielo artistico; è paragonabile al suono di un flauto. Inoltre il blu scuro viene paragonato al suono di un organo. Il blu è il colore del cielo, profondo; quando è intenso suggerisce quiete, quando tende al nero è fortemente drammatico, quando tende ai toni più chiari le sue qualità sono simili a quelle dell'azzurro, se viene mischiato con il giallo lo rende malto, ed è come se la follia del giallo divenisse "ipocondria". In genere è associato al suono del violoncello.
- Il rosso è caldo, vitale, vivace, irrequieto ma diverso dal giallo, perché non ha la sua superficialità. L'energia del rosso è consapevole, può essere canalizzata. Più è chiaro e tendente al giallo, più ha vitalità, energia. Il rosso medio è profondo, il rosso scuro è più meditativo. È paragonato al suono di una tuba.
- L'arancione esprime energia, movimento, e più è vicino alle tonalità del giallo, più è superficiale; è paragonabile al suono di una campana o di un contralto.
- Il verde è assoluta immobilità in un'assoluta quiete, fa annoiare, suggerisce opulenza, compiacimento, è una quiete appagata, appena vira verso il giallo acquista energia, giocosità. Con il blu diventa pensieroso, attivo. Ha i toni ampi, caldi, semigravi del violino.

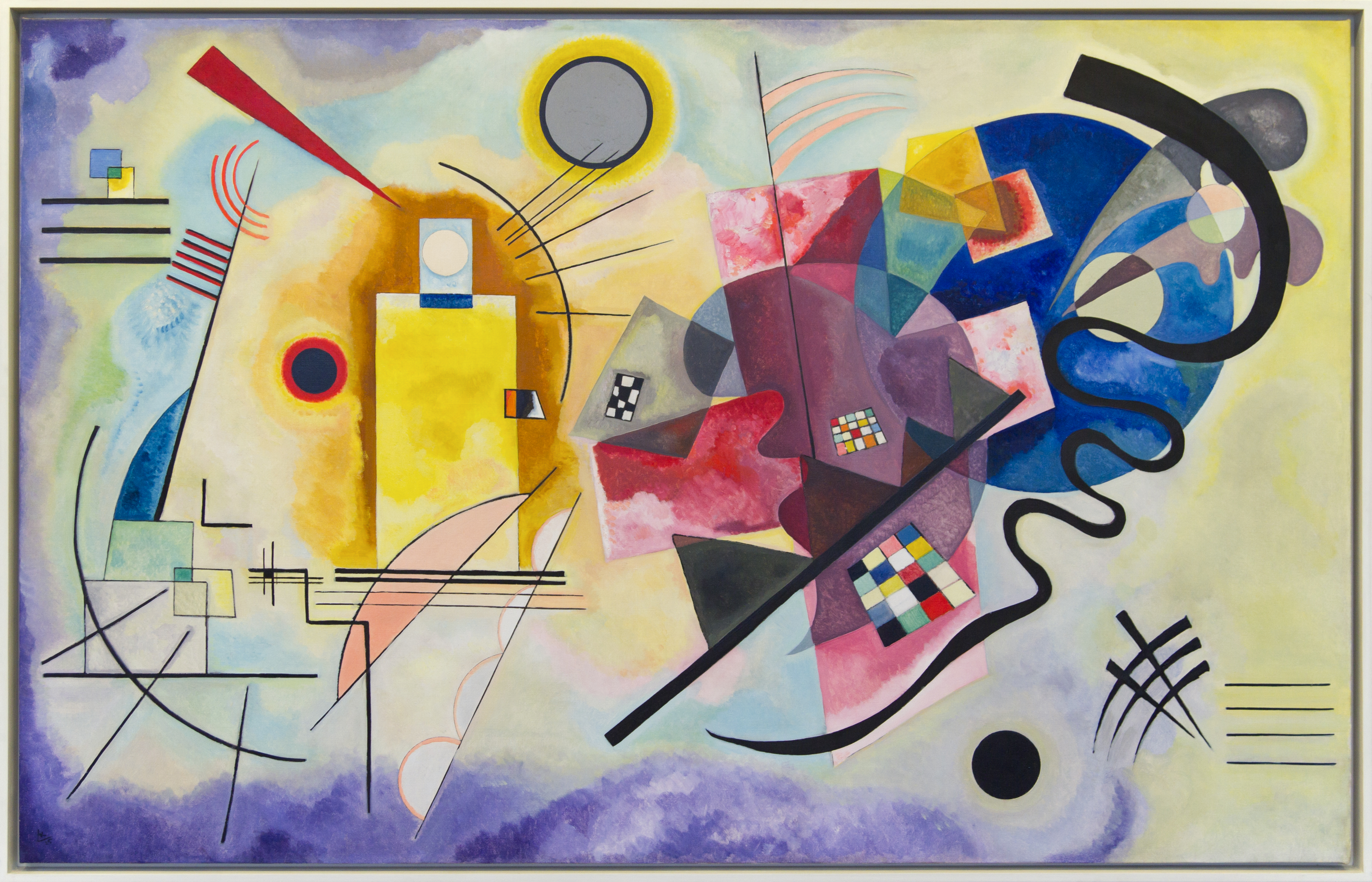
Vassily Kandinskij, Giallo, rosso, blu, olio su tela, 1925, Musée national d'art moderne, Parigi

- Il viola, come l'arancione, è instabile ed è molto difficile utilizzarlo nella fascia intermedia tra rosso e blu. È paragonabile al corno inglese, alla zampogna, al fagotto.
- Il marrone si ottiene mischiando il nero con il rosso, ma essendo l'energia di quest'ultimo fortemente sorvegliata, ne consegue che esso risulti ottuso, duro, poco dinamico.
- Il grigio è l'equivalente del verde, ugualmente statico, indica quiete, ma mentre nel verde è presente, seppur paralizzata, l'energia del giallo che lo fa variare verso tonalità più chiare o più fredde facendogli recuperare vibrazione, nel grigio c'è assoluta mancanza di movimento, che esso volga verso il bianco o verso il nero.
- Il bianco è dato dalla somma (convenzionale) di tutti i colori dell'iride, ma è un mondo in cui tutti questi colori sono scomparsi, di fatto è un muro di silenzio assoluto, interiormente lo sentiamo come un non-suono. Tuttavia è un silenzio di nascita, ricco di potenzialità; è la pausa tra una battuta e l'altra di un'esecuzione musicale, che prelude ad altri suoni.
- Il nero è mancanza di luce, è un non-colore, è spento come un rogo arso completamente. È un silenzio di morte; è la pausa finale di un'esecuzione musicale, tuttavia a differenza del bianco (in cui il colore che vi è già contenuto è flebile) fa risaltare qualsiasi colore.

La composizione pittorica è formata dal colore, che nonostante nella nostra mente sia senza limiti, nella realtà assume anche una forma. Colore e forma non possono esistere separatamente nella composizione. L'accostamento tra forma e colore è basato sul rapporto privilegiato tra singole forme e singoli colori. Se un colore viene associato alla sua forma privilegiata gli effetti e le emozioni che scaturiscono dai colori e dalla forma vengono potenziati. Il giallo ha un rapporto privilegiato con il triangolo, il blu con il cerchio e il rosso con il quadrato.
Molto importante è anche l'orientamento delle forme sulla superficie pittorica, ad esempio, il quadrato su un lato è solido, consapevole, statico; su un vertice (losanga) è instabile e gli si assocerà un rosso caldo, non uno freddo e meditativo. La composizione di un quadro non deve rispondere ad esigenze puramente estetiche ed esteriori, piuttosto deve essere coerente al principio della necessità interiore: quella che l'autore chiama onestà. Il bello non è più ciò che risponde a canoni ordinari prestabiliti. Il bello è ciò che risponde a una necessità interiore, che l'artista sente come tale.
(Vasilij Kandinskij, Lo spirituale nell'arte)

## Punto, linea, superficie

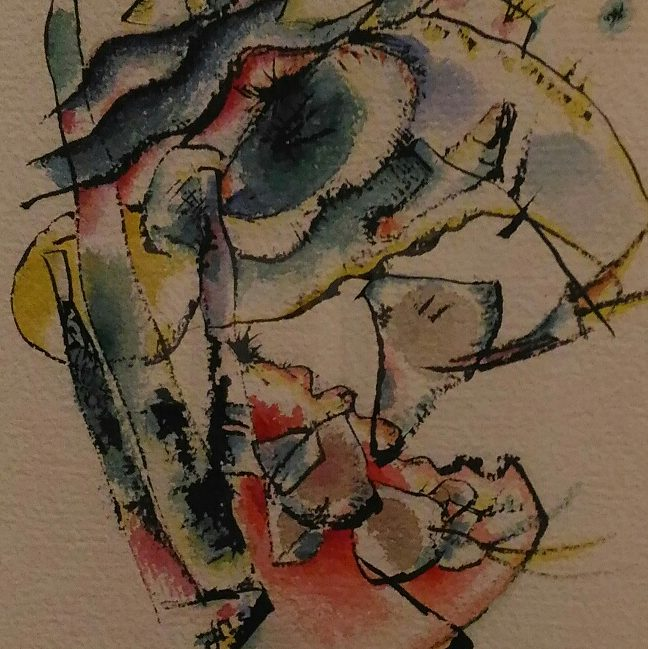
particolare di un acquerello

Kandinskij in questo saggio si dedica alla parte grafica che può esistere anche senza il colore. Il punto è il primo nucleo del significato di una composizione, nasce quando il pittore tocca la tela; è statico. La linea è la traccia lasciata dal punto in movimento, per questo è dinamica. Può essere orizzontale, verticale, diagonale. Può essere spezzata, curva, mista. I singoli suoni possono essere mescolati tra loro; più la linea è variata, più cambiano le tensioni spirituali che suscita: drammatiche se è spezzata, più liriche se è curva. Anche lo spessore cambia: può essere sottile, marcato, spesso, variabile.
La superficie è il supporto materiale destinato a ricevere il contenuto dell'opera, si tratta solitamente di una tela (ma Kandinskij ha dipinto anche del vasellame e dei piatti). L'opera risulta dunque essere limitata da due linee orizzontali e due verticali, oppure da una linea curva (per la tela a formato ellittico). L'autore può dare accentuazione alle forme girando la tela e sfruttandone i piani diversi, ma non può fare quest'azione a posteriori, come faceva per esempio Jackson Pollock, bensì ci vuole fin dalla creazione dell'opera, lucidità e consapevolezza artistica.

## I lavori teatrali
Parte non secondaria della ricerca di Kandinskij è costituita dai lavori teatrali, concepiti in un'ottica di relazioni profonde tra le diverse componenti espressive – forma, suono, colore, luce, movimento – in funzione di un nuovo tipo di opera d'arte, a carattere multimediale. I primi suoi studi in tal senso furono i frammenti teatrali Paradiesgarten e Daphnis und Chloe, del 1908-1909. Degli anni immediatamente successivi, 1909-1914, sono invece i testi delle sue "composizioni sceniche": Suono giallo, Suono verde, Bianco e Nero, Viola.
Solo il primo di essi venne pubblicato e nessuno venne realizzato dal suo autore, nonostante i suoi diversi tentativi in tal senso. Si tratta di testi visionari, nei quali i personaggi si muovono in un mondo astratto denso di evocazioni, di immagini, di colori. L'unica opera teatrale che Kandinskij ebbe la possibilità di mettere in scena fu Quadri da un'esposizione, dal poema musicale di Modest Petrovič Musorgskij, che l'artista presentò nel 1928, al Friedrich Theater di Dessau. L'opera di Musorgskij è strutturata sull'idea della visita ad un'esposizione di acquerelli del pittore Viktor Aleksandrovič Hartmann, suo amico, e si divide in Promenades (i movimenti del visitatore nella galleria) e Quadri (i contenuti delle opere in mostra).
A tale struttura fa riferimento la messinscena di Kandinskij, risolta con una successione di scene costituite di forme colorate geometriche, che traducono i temi musicali in immagini astratte in movimento. Uno spettacolo, dunque, realizzato sostanzialmente con forme, colori e luci, mentre la presenza dei performer è del tutto marginale, essendo costituita da due danzatori, usati in due brevi scene. Alcune delle composizioni sceniche kandinskijane, non realizzate dall'autore, sono state messe in scena da altri, pur in forme che spesso si distaccano dall'originale.
Tra le messinscene di Suono giallo, vi sono quelle realizzate da Jacques Polieri nel 1975 (musica di Alfred Schnittke, coreografia di Maximilien Ducroux); da Ian Strasfogel nel 1982 (scenografie di Robert Israel, luci di Richard Riddel, coreografia di Hellmut Fricke-Gottschield); dalla compagnia Solari-Vanzi nel 1985 (scene di Beatrice Scarpato, luci di Stefano Pirandello) al Fabbricone di Prato; da Fabrizio Crisafulli nel 2002, al teatro romano Amiternum dell'Aquila, con la musica di Giancarlo Schiaffini, la coreografia di Diego Watzke, un'opera video di Marco Amorini.
Di Viola si ricordano la libera messinscena di Giulio Turcato alla Biennale di Venezia del 1984 (musica di Luciano Berio, regia di Vana Caruso, coreografia di Min Tanaka) e quella realizzata (anche in film) da Kirsten Winter nel 1996, per iniziativa del Museo Sprengel e del Verein Kunst und Bühne di Hannover. La messinscena kandinskijana di Quadri di un'Esposizione è stata ricostruita fedelmente nel 1983 dalla Hochschule der Künste di Berlino. Versioni differenti, dedicate all'artista russo, sono state proposte da Fabrizio Crisafulli nel 1994 e nel 2007).

## Opere (parziale)

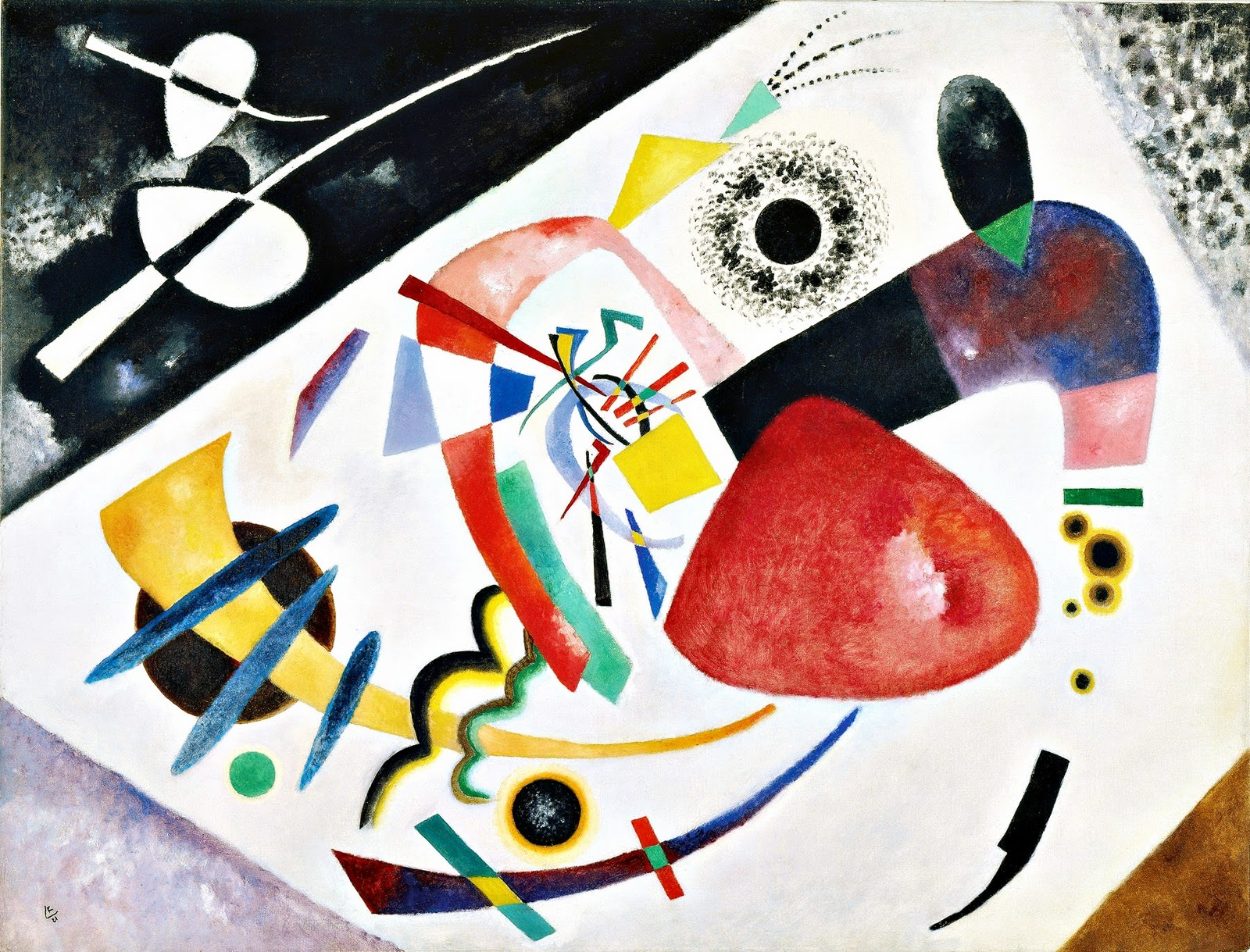
Macchia rossa II (1921)

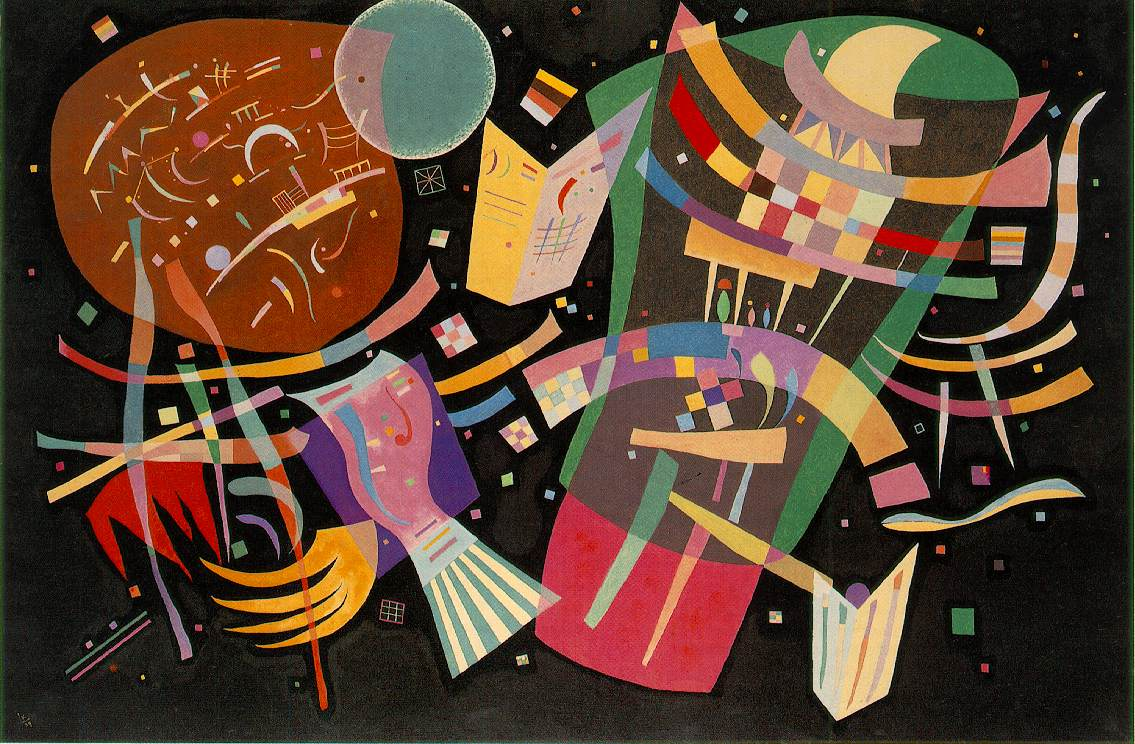
Composizione X (1939)

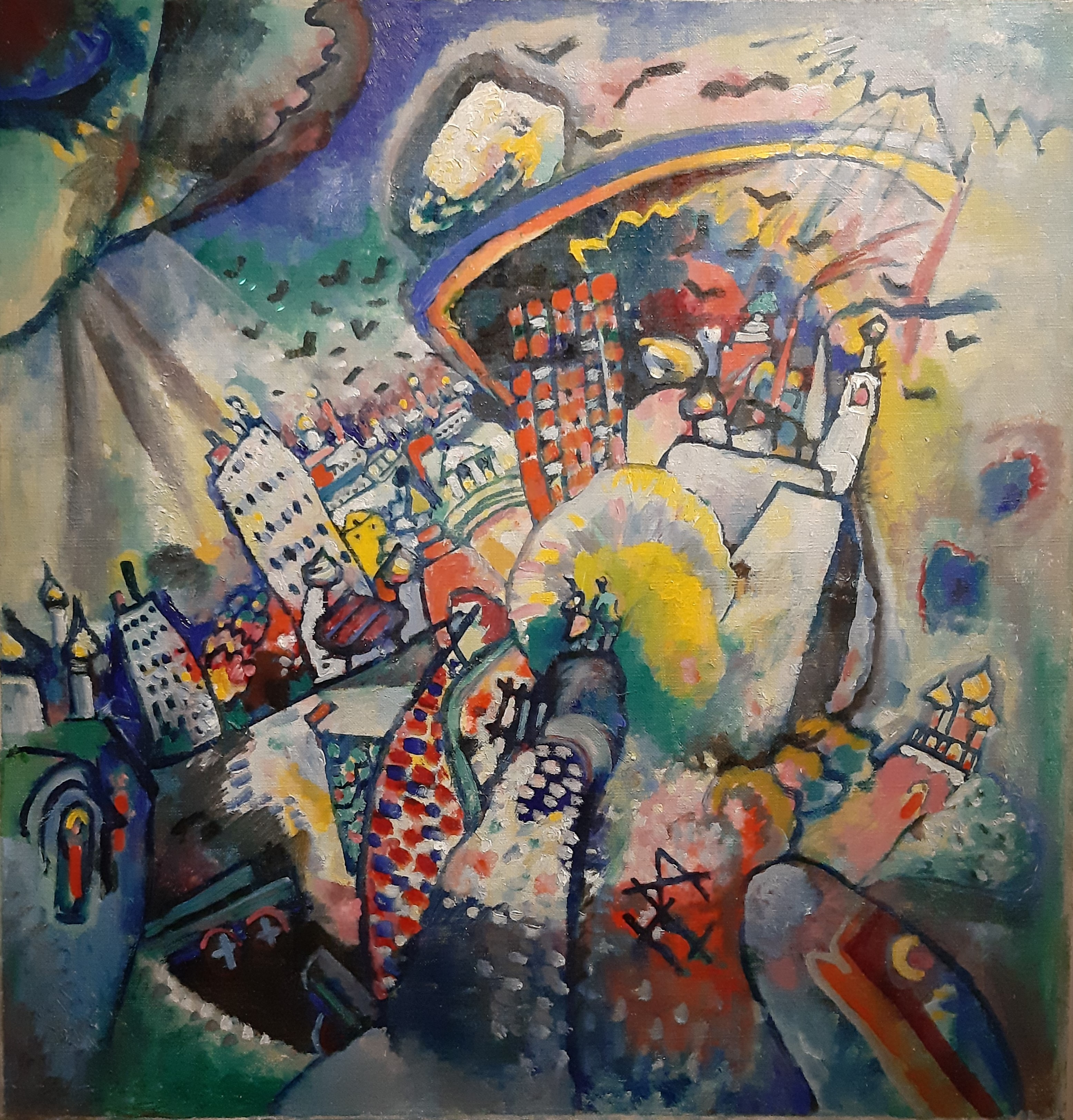
Dipinto astratto di V. Kandinskij conservato a Mosca. Anno 1916. Dimensioni:51,5 cm, larghezza: 49,5 cm

- Chiesa della Natività della Vergine a Mosca (1886) - Centro Georges Pompidou, Parigi;
- Fiume d'autunno (primi del 900) - Museo di Stato Russo, San Pietroburgo;
- Vecchia città II (1902) - Musée National d'Art Moderne, Centro Georges Pompidou, Parigi;
- Il cavaliere azzurro (1903) - Collezione privata, Zurigo;
- Mulini a vento (1904) - Centro Georges Pompidou, Parigi;
- Camera da letto in Ainmillerstrasse (1909) - Galleria Civica nel Lenbachhaus, Monaco di Baviera;
- Improvvisazione 6 (1909) - Lenbachhaus Monaco di Baviera;
- Paesaggio estivo (Case a Murnau) (1909) - Museo di Stato Russo, San Pietroburgo;
- Paesaggio a Murnau I (1909) - Städtische Galerie im Lenbachhaus, Monaco di Baviera;
- Chiesa rossa (1900-1910) - Museo di Stato Russo, San Pietroburgo;
- Primo acquerello astratto (1910-1913) - Musée National d'Art Moderne, Centro Georges Pompidou, Parigi;
- Impressione VII (1910) - Galleria Tret'jakov, Mosca;
- Improvvisazione 11 (1910) - Museo di Stato Russo, San Pietroburgo;
- Sezione per Composizione IV (1910) - Tate Modern, Londra
- Paesaggio romantico (1911) - Lenbachhaus, Monaco di Baviera;
- Impressione VI (Domenica) (1911) - Lenbachhaus, Monaco di Baviera;
- Improvvisazione 19 (1911) - Lenbachhaus, Monaco di Baviera;
- San Giorgio II (1911) - Museo di Stato Russo, San Pietroburgo;
- San Giorgio III (1911) - Lenbachhaus, Monaco di Baviera;
- Impressione III (concerto) (1911) - Lenbachhaus, Monaco di Baviera;
- Macchia nera I (1912) - Museo di Stato Russo, San Pietroburgo;
- Improvvisazione XXVI (Remi) (1912) - Lenbachhaus, Monaco di Baviera;
- L'oriente (1913) - Stedelijk Museum, Amsterdam;
- Composizione VI (1913) - Museo dell'Ermitage, San Pietroburgo;
- Composizione VII (1913) - Galleria Tret'jakov, Mosca;
- Improvvisazione con forme fredde (1914) - Galleria Tret'jakov, Mosca;
- Macchia rossa I (1914) - Centro Georges Pompidou, Parigi;
- Mosca I (1916) - Galleria Tret'jakov, Mosca;
- San Giorgio (1914-1917) - Galleria Tret'jakov, Mosca;
- Arco azzurro (1917) - Museo di Stato Russo, San Pietroburgo;
- Due ovali (1919) - Museo di Stato Russo, San Pietroburgo;
- Tratto bianco (1920) - Museum Ludwig, Colonia;
- Macchia rossa II (1921) - Lenbachhaus, Monaco di Baviera;
- Composizione VIII (1923) - Museo Guggenheim, New York;
- Giallo, rosso, blu (1925) - Musée National d'art Moderne, Centro Georges Pompidou, Parigi;
- Alcuni cerchi (1926) - Museo Guggenheim, New York;
- Composizione X (1939) - Kunstsammlung Nordrhein-Westfalen, Düsseldorf;
- Blu di cielo (1940) - Musée National d'art Moderne, Centro Georges Pompidou, Parigi;
- Sans Titre (1940) - Collezione Roberto Casamonti, Firenze
- Slancio moderato (1944) - Musée National d'art Moderne, Centro Georges Pompidou, Parigi.

## Vasilij Vasil'evič Kandinskij nei musei italiani
- Galleria d'arte moderna e contemporanea di Bergamo
- Galleria nazionale d'arte moderna e contemporanea di Roma
- Galleria internazionale d'arte moderna (Venezia) Ca' Pesaro
- Museo del Novecento di Milano
- Pinacoteca comunale “Orneore Metelli” di Terni
- Peggy Guggenheim Collection di Venezia
- Collezione Roberto Casamonti, Firenze